# Parrot OS
Parrot OS, ook Parrot Security OS, is een op Debian gebaseerde Linuxdistributie. De focus van de distro ligt op veiligheid, ontwikkeling en privacy. Parrot OS gebruikt KDE, MATE en Xfce als desktopomgevingen.

## Geschiedenis
Op 10 juni 2013 ving het project aan. Een week later verscheen de eerste pre-alfaversie. De distro nam Debian als basis en werd ontwikkeld met het rolling-release-model. Parrot OS kwam beschikbaar met de KDE- en MATE-desktopomgevingen.
In juni 2017 kondigde het ontwikkelteam aan dat het overwoog om van Debian over te stappen op Devuan. Volgens Marius Nestor van Softpedia lagen hier meerdere redenen aan ten grondslag, waaronder het feit dat Debian de init-daemon systemd gebruikt. De ontwikkeling en ingebruikname van de daemon kon op weerstand rekenen in de open-sourcegemeenschap doordat systemd als te complex en strijdig met de Unix-filosofie beschouwd wordt.
Op 16 augustus 2020 werd Xfce als derde officiële desktopomgeving toegevoegd.

## Doel
Parrot OS is ontwikkeld voor beveiligingsexperts en hackers die zich bezighouden met veiligheid, ontwikkeling en privacy. In die zin is de distro een concurrent van het binnen deze gemeenschap populaire Kali Linux.

## Varianten
Parrot OS is verkrijgbaar in drie varianten.

### Parrot Home Edition
De 'Home Edition' is voor alledaags, algemeen werk te gebruiken. De doelgroep bestaat uit gebruikers die een lichtgewicht besturingssysteem willen met de interface van Parrot OS. Naast apps voor alledaags gebruik beschikt de Home Edition ook over apps voor versleutelde communicatie en versleutelde opslag van bestanden.

### Parrot Security Edition
De 'Security Edition' is bedoeld voor penetratietesten en het diepgravendere red-teaming.

### Parrot IoT and Cloud Appliances
Voor het testen van de beveiliging van IoT- en cloudomgevingen is de 'IoT and Cloud Appliances'-variant ontwikkeld.

## Versies
| Versie       | Datum van uitgave | Codenaam       |
| ------------ | ----------------- | -------------- |
| Parrot 0.1   | 17 juni 2013      | Pre-alfa       |
| Parrot 0.2   | 22 juni 2013      | Pre-alfa       |
| Parrot 0.3   | 30 juni 2013      | Pre-alfa       |
| Parrot 0.4   | 10 juli 2013      | Pre-alfa       |
| Parrot 0.5   | 22 augustus 2013  | Alfa           |
| Parrot 0.6   | 21 oktober 2013   | Alfa           |
| Parrot 0.6.5 | 12 november 2013  | Alfa           |
| Parrot 0.7   | 6 december 2013   | Pre-beta       |
| Parrot 0.8   | 12 januari 2014   | Bèta           |
| Parrot 0.8.1 | 24 januari 2014   | Bèta           |
| Parrot 0.8.2 | 5 maart 2014      | Bèta           |
| Parrot 0.8.4 | 17 april 2014     | Bèta           |
| Parrot 0.9   | 25 juni 2014      | Laatste bèta   |
| Parrot 1.0   | 21 juli 2014      | Hydrogen       |
| Parrot 1.1   | 2 september 2014  | Asphalt Dragon |
| Parrot 1.2   | 11 september 2014 | Asphalt Dragon |
| Parrot 1.4   | 22 oktober 2014   | JailBird       |
| Parrot 1.4.2 | 6 november 2014   | JailBird       |
| Parrot 1.6   | 12 december 2014  | JailBird       |
| Parrot 1.7   | 5 februari 2015   | CyberLizard    |
| Parrot 1.8   | 21 februari 2015  | CyberLizard    |
| Parrot 1.9   | 4 april 2015      | CyberLizard    |
| Parrot 2.0   | 12 september 2015 | Helium         |
| Parrot 2.0.1 | 15 september 2015 | Helium         |
| Parrot 2.0.4 | 6 oktober 2015    | Helium         |
| Parrot 2.0.5 | 17 oktober 2015   | Helium         |
| Parrot 2.1   | 16 januari 2016   | Murdock        |
| Parrot 2.2   | 25 februari 2016  | Glitch         |
| Parrot 3.0   | 18 juni 2016      | Lithium        |
| Parrot 3.1   | 26 juli 2016      | Defcon         |
| Parrot 3.2   | 15 oktober 2016   | CyberSloop     |
| Parrot 3.3   | 25 december 2016  | CyberBrig      |
| Parrot 3.4   | 1 januari 2017    | CyberFrigate   |
| Parrot 3.4.1 | 2 januari 2017    | CyberFrigate   |
| Parrot 3.5   | 8 maart 2017      | CyberGalleon   |
| Parrot 3.6   | 18 mei 2017       | JollyRoger     |
| Parrot 3.7   | 9 juli 2017       | JollyRoger     |
| Parrot 3.8   | 12 september 2017 | JollyRoger     |
| Parrot 3.9   | 15 oktober 2017   | Intruder       |
| Parrot 3.10  | 15 december 2017  | Intruder       |
| Parrot 3.11  | 29 januari 2018   | Intruder       |
| Parrot 4.0   | 21 mei 2018       | Stable         |
| Parrot 4.1   | 4 juni 2018       | Stable         |
| Parrot 4.22  | 11 september 2018 | Stable         |
| Parrot 4.3   | 3 november 2018   | Stable         |
| Parrot 4.4   | 25 november 2018  | Stable         |
| Parrot 4.5   | 21 januari 2019   | Stable         |
| Parrot 4.5.1 | 27 januari 2019   | Stable         |
| Parrot 4.6   | 26 april 2019     | Stable         |
| Parrot 4.7   | 18 september 2019 | Stable         |
| Parrot 4.8   | 20 maart 2020     | Stable         |
| Parrot 4.9   | 30 april 2020     | Stable         |
| Parrot 4.10  | 16 augustus 2020  | Stable         |
| Parrot 4.11  | 28 maart 2021     | Stable         |